# Biserica Sfântul Nicolae din Praga (Malá Strana)
Biserica Sfântul Nicolae (în cehă Kostel svatého Mikuláše) este o biserică în stil baroc din cartierul Malá Strana (Orașul de Jos) al orașului Praga. A fost construită între anii 1704-1755 pe locul unde se afla anterior o biserică gotică din secolul al XIII-lea, care era, de asemenea, închinată Sfântului Nicolae.

## Istoric
Biserica parohială Sfântul Nicolae, care se afla pe locul actualei biserici și era în stil gotic, a fost construită în secolul al XIII-lea în Malá Strana (Orașul de Jos). Iezuiții au decis în a doua jumătate a secolului al XVII-lea să construiască un complex de clădiri format dintr-o biserică nouă și o școală parohială inițial după planurile din 1673 ale arhitectului Giovanni Domenico Orsi. Lucrările au fost amânate timp de 30 de ani. Biserica a fost construită în două etape pe parcursul secolului al XVIII-lea. Înălțarea noii biserici a început în 1703 după planurile noi realizate de Christoph Dientzenhofer; prima clădire construită a fost Capela Sf. Barbara, care a servit ca loc de oficiere al sfintelor liturghii. 
Fațada de vest, corul, capelele Sf. Barbara și Sf. Ana au fost construite între anii 1703 și 1711. Noile planuri ale lui Dientzenhofer au implicat un sistem geometric complicat de cilindri interconectați cu o cupolă centrală deasupra transeptului. Naosul masiv cu capele laterale și o boltă ondulată sprijinită pe un sistem de elipsoide intersectate a fost construit de Christoph Dientzenhofer. Stâlpii aflați între deschiderile largi ale arcadei ce sprijineau triforiul au avut rolul de a maximiza efectul dinamic al bisericii. Altarul și cupola cu acoperiș din tablă de cupru au fost construite în perioada 1737-1752, fiind folosite de această dată planurile fiului lui Christoph, Kilian Ignaz Dientzenhofer.
Construcția turnului bisericii a fost finalizată în 1752, după moartea lui Dientzenhofer (ce avusese loc în 1751). Pe parcursul deceniilor următoare interiorul bisericii a fost înfrumusețat tot mai mult. În urma desființării Ordinului Iezuit de către papa Clement al XIV-lea, Biserica Sfântul Nicolae a devenit principala biserică parohială a Orașului de Jos începând din 1775.
În timpul Republicii Socialiste Cehoslovace (1949-1989) turnul bisericii a fost folosit ca observator al organelor de Securitate a Statului, deoarece din turn puteau fi supravegheate ambasadele americană și iugoslavă, precum și drumul de acces către ambasada Germaniei de Vest.

## Decorațiuni
Biserica a fost descrisă ca fiind „cel mai impresionant exemplu de arhitectură barocă din Praga” și „fără îndoială, cea mai frumoasă biserică în stil baroc din Praga și realizarea supremă a lui Dientzenhofer”.

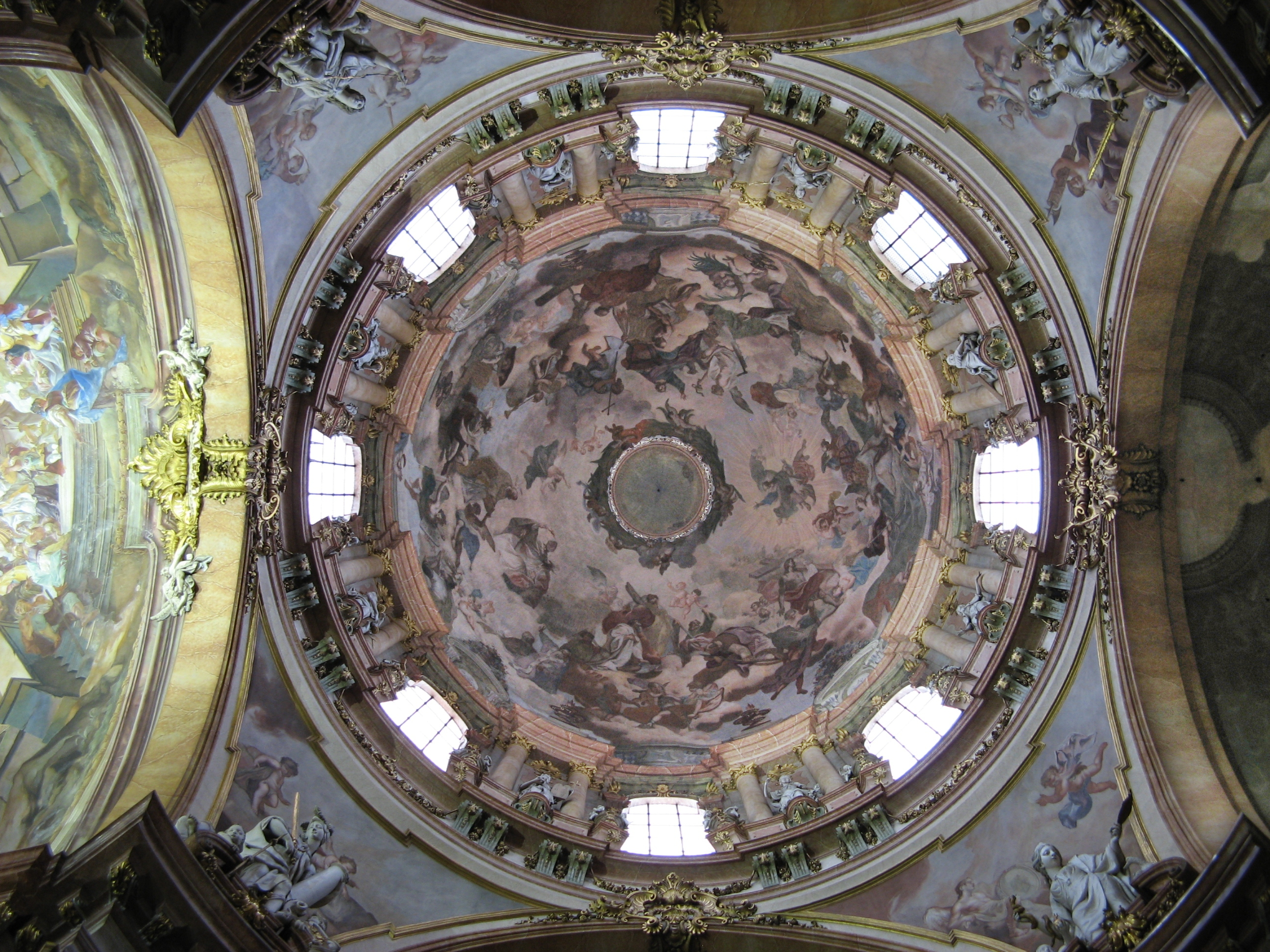
Interiorul cupolei

Biserica impresionează nu doar prin arhitectura ei, ci și prin decorațiunile ei, mai ales frescele lui Jan Lukas Kracker și fresca de pe pereții interiori ai cupolei înalte de 70 m realizată de František Xaver Palko. Interiorul este decorat cu sculpturi realizate de František Ignác Platzer. Orga barocă are peste 4.000 de țevi cu lungime de maxim șase metri, iar la ea a cântat în 1787 compozitorul Wolfgang Amadeus Mozart. Capodopera impunătoare a lui Mozart, Messa în C minor, a fost interpretată pentru prima dată în Biserica Sfântul Nicolae la scurt timp după vizita compozitorului.
Turnul clopotniță cu înălțimea de 79 m este conectat direct cu cupola masivă a bisericii. Clopotnița cu o mare vedere panoramică a fost realizat în perioada 1751-1756 de Anselmo Lurago și este construit, spre deosebire de biserică, în stil rococo.

## Slujbe religioase
În biserica parohială este celebrată o liturghie săptămânală în fiecare duminică la ora 20:30.

## Imagini

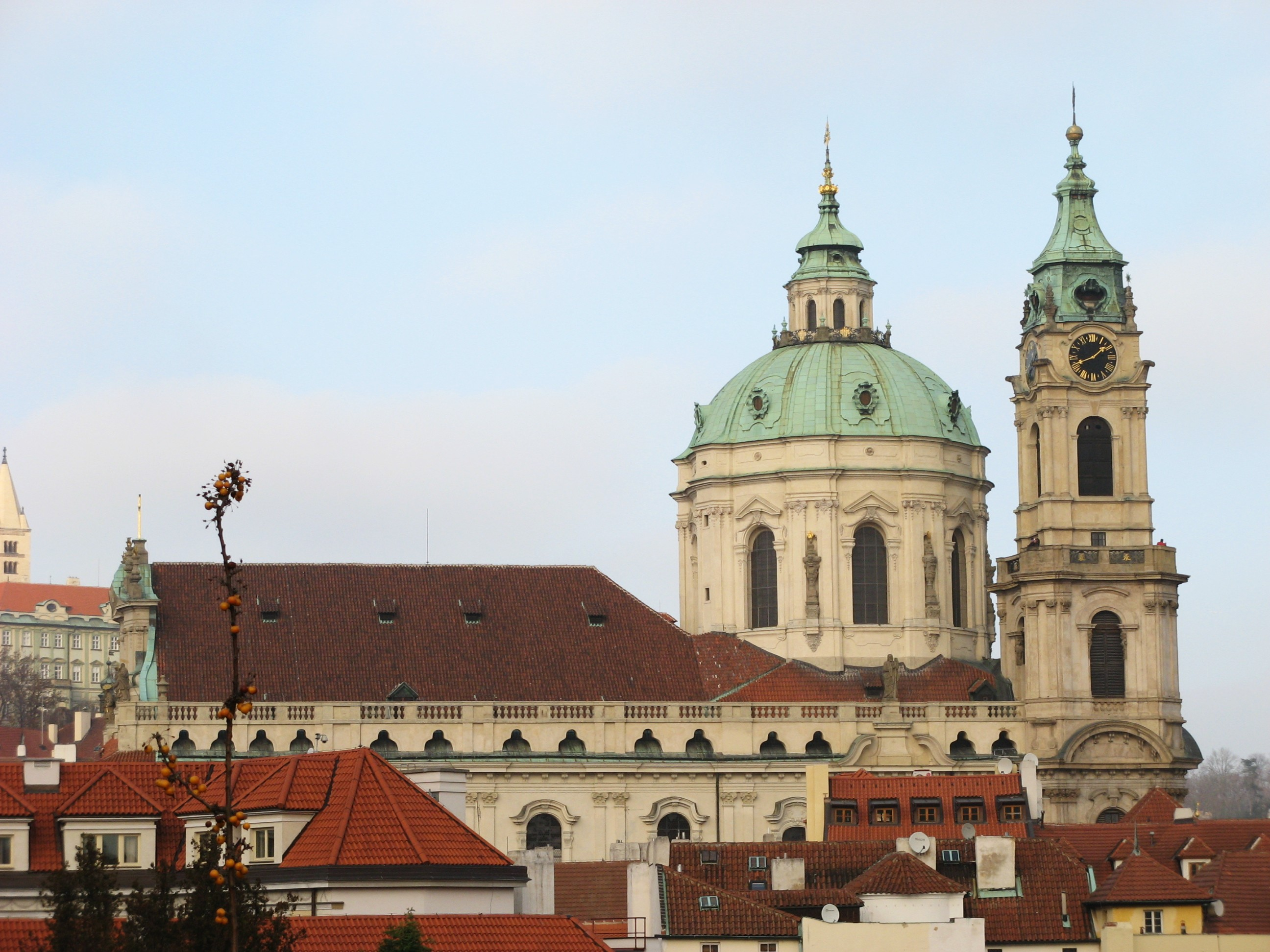
Vedere panoramică de pe dealul Petřín
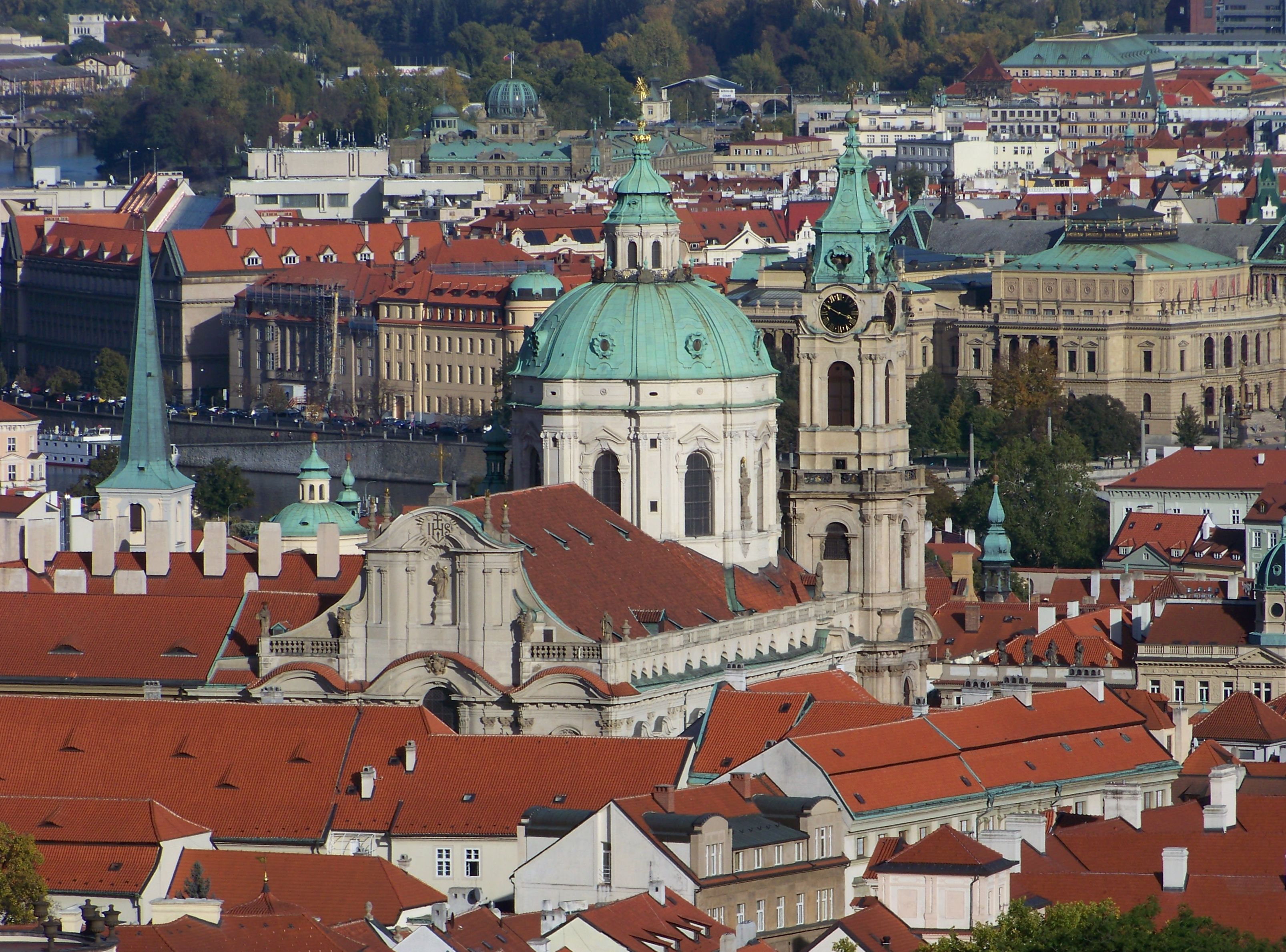
Vedere a bisericii din apropierea Mănăstirii Strahov
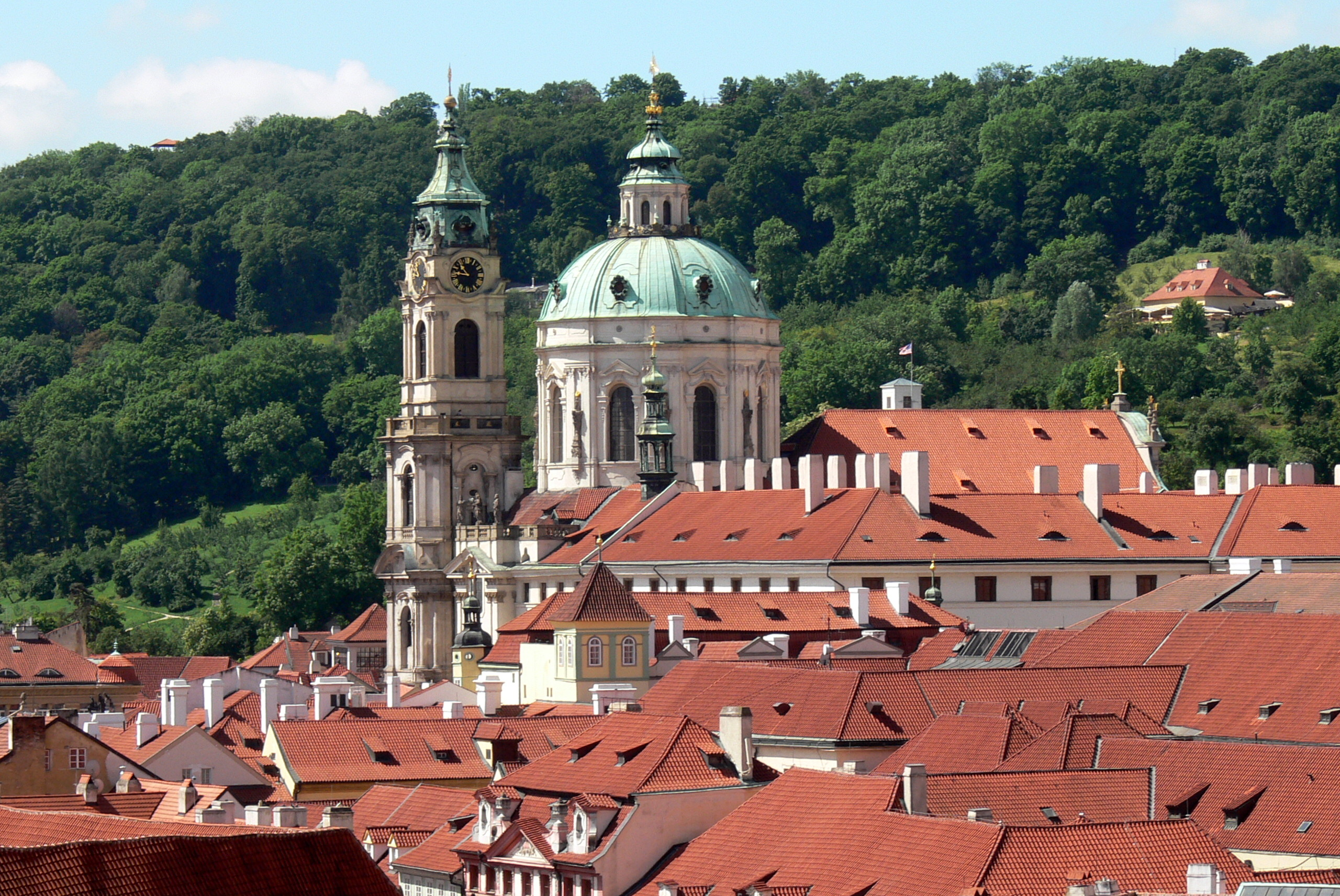
Vedere a bisericii din Cetatea Praga
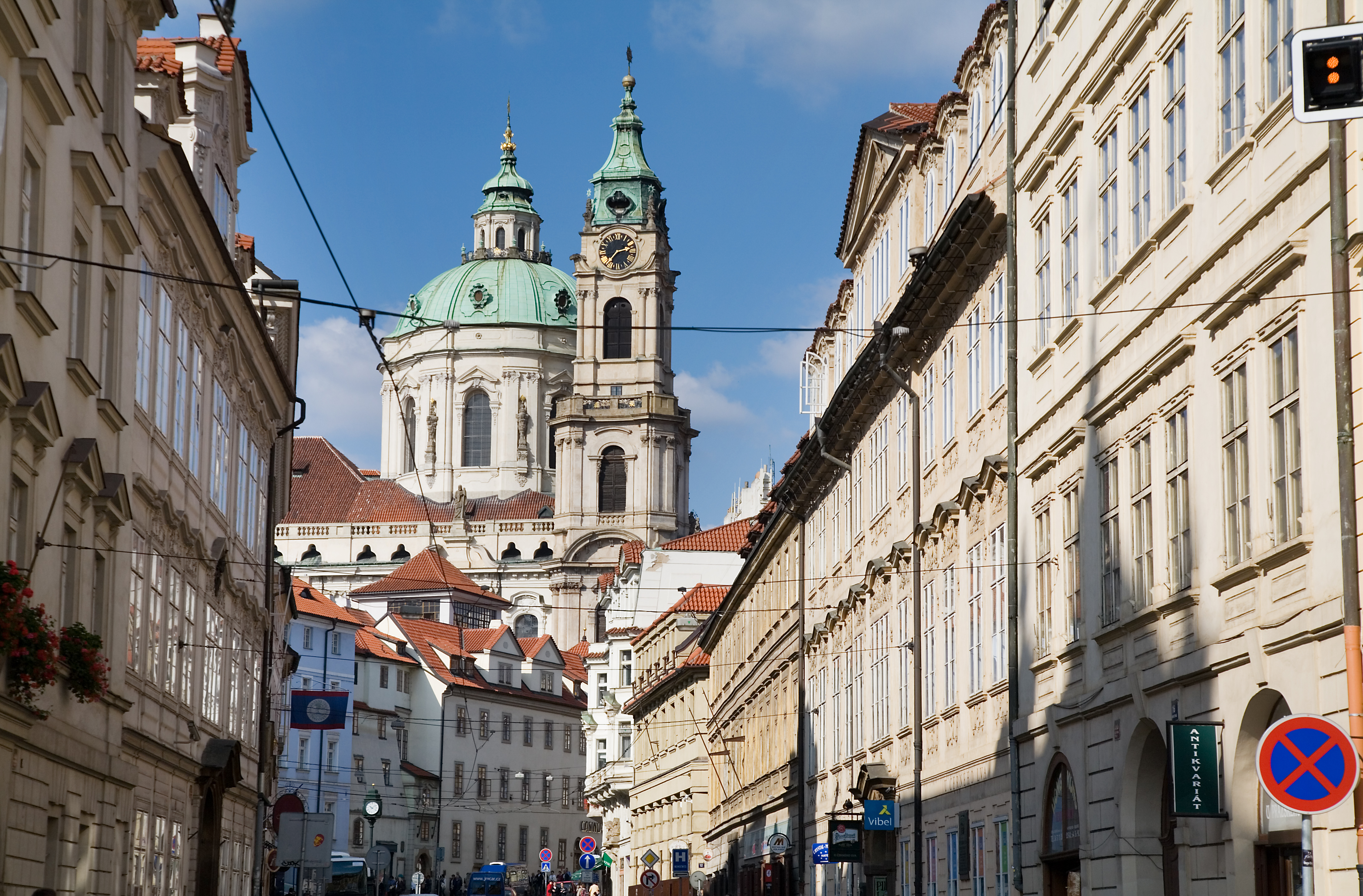
Vedere a bisericii de pe o stradă din Malá Strana
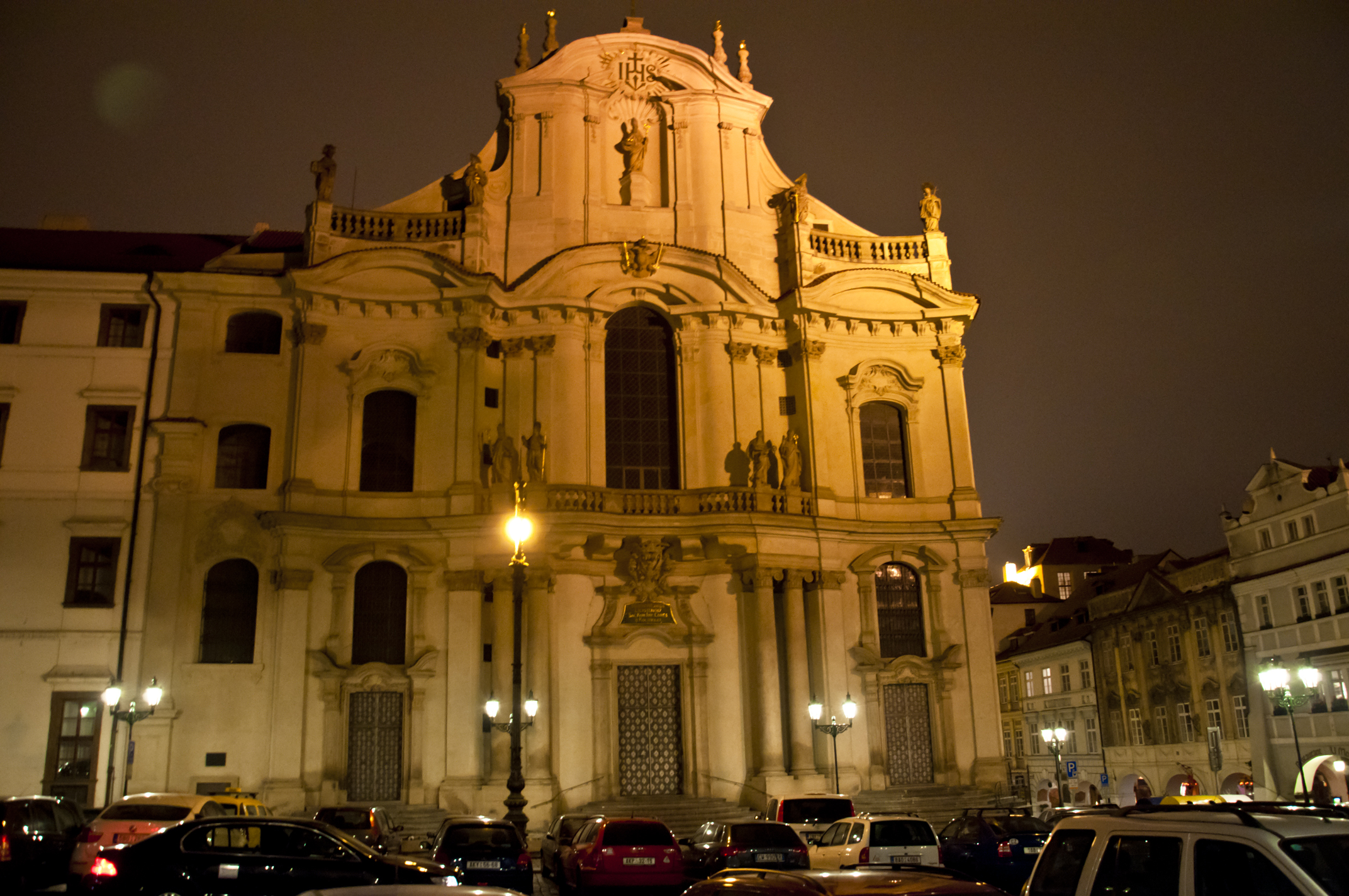
Intrarea frontală
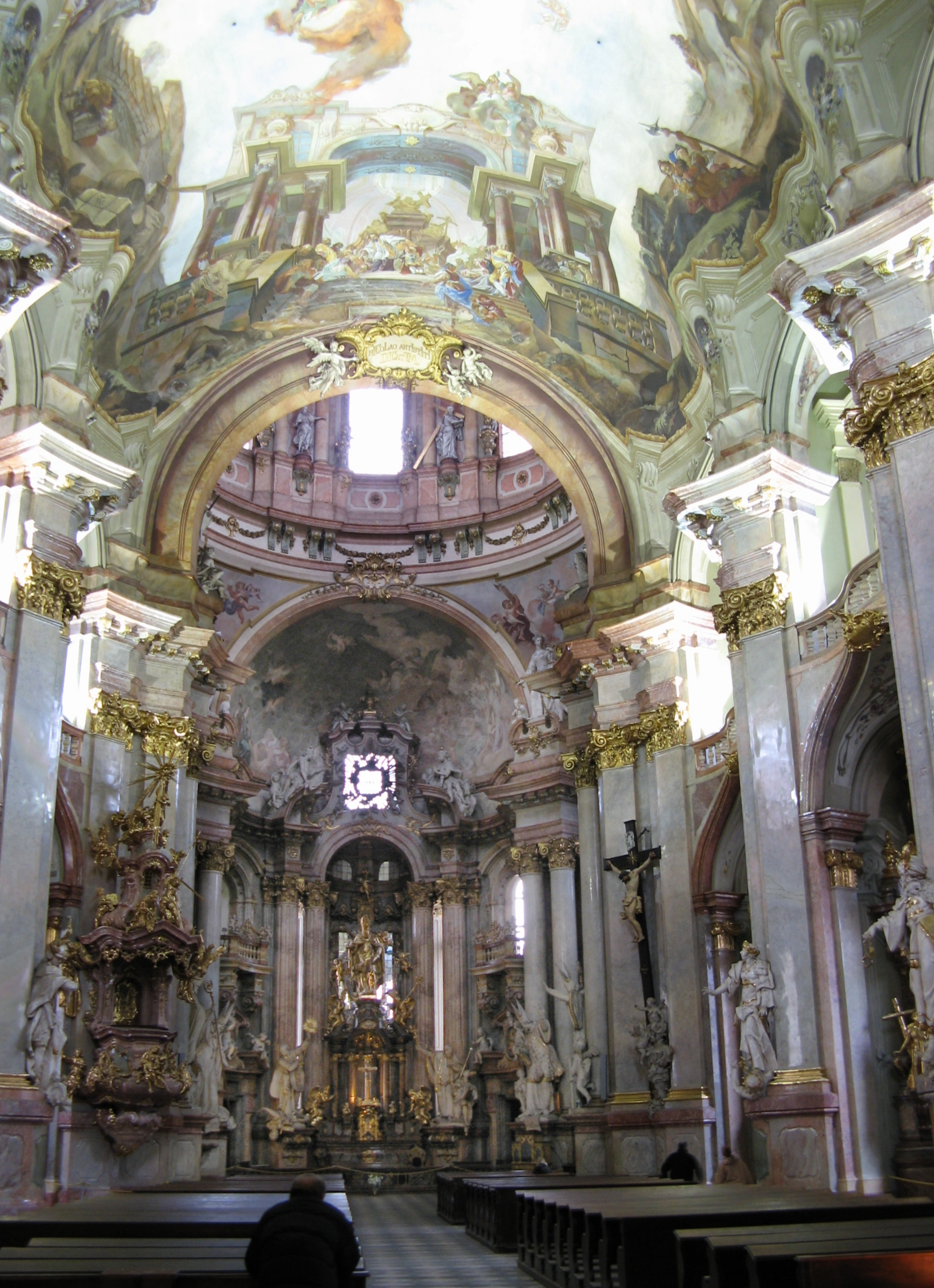
Interiorul bisericii
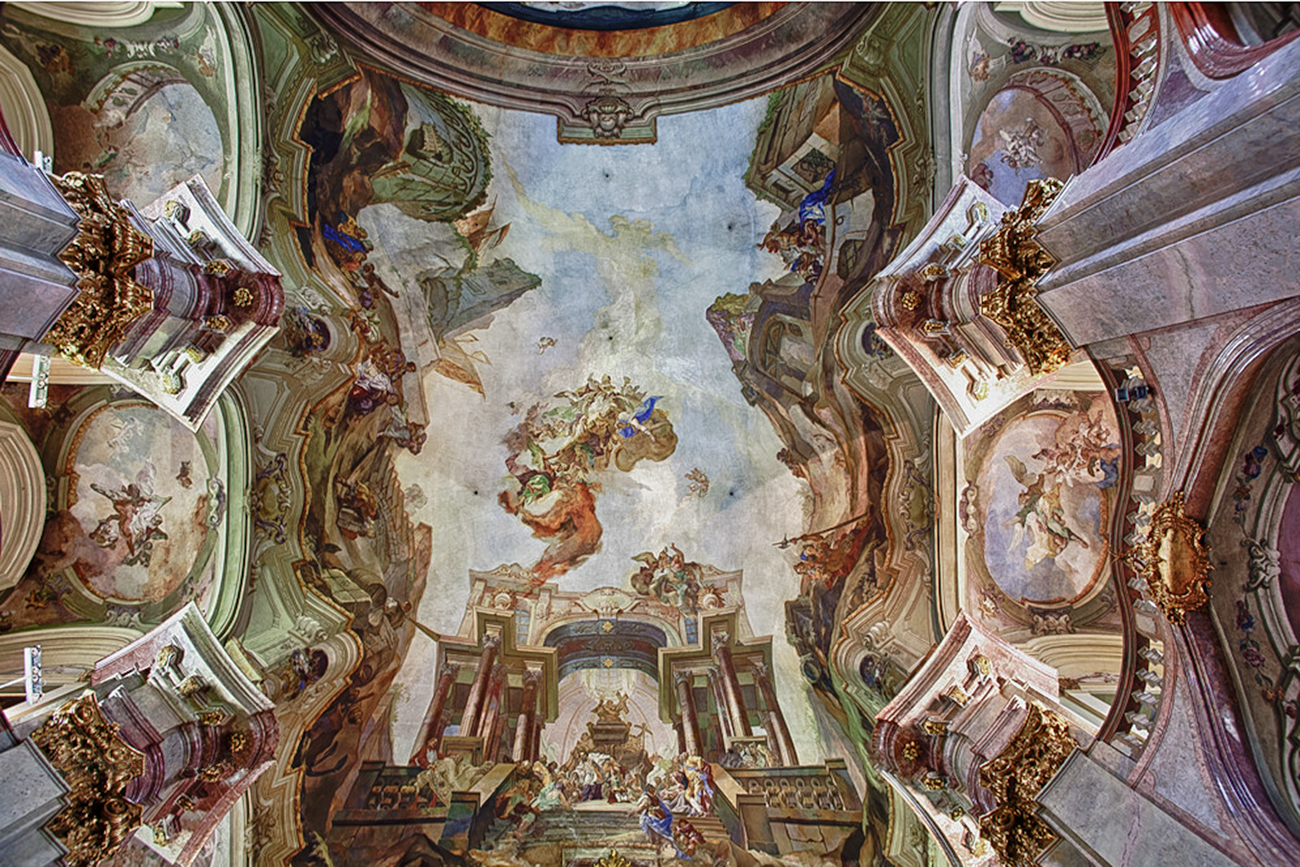
Frescă de pe plafon ilustrând preamărirea Sf. Nicolae

## Legături externe
- Prague Experience: St. Nicholas Church Lesser Town Square in Prague